# Tino Fa'asuamaleaui

a Compétitions nationales et continentales officielles uniquement.

b Matchs officiels uniquement.
Tino Fa'asuamaleaui, né le 16 février 2000 à Orange (Australie), est un joueur australien d'origine samoane de rugby à XIII évoluant au poste de troisième ligne, de pilier ou de Deuxième ligne dans les années 2010 et 2020.
Natif d'Australie, fils d'un joueur de rugby à XIII et XV, Fereti Fa'asuamaleaui, Tino Fa'asuamaleaui pratique le rugby à XIII dès son plus jeune âge, tout comme son frère Iszac Fa'asuamaleaui. Rapidement repéré et convoqué dans les équipes jeunes de la sélection du Queensland et d'Australie, il signe son premier contrat avec le Melbourne Storm. Il fait ses débuts en National Rugby League (« NRL ») lors de la saison 2019 et remporte la NRL en 2020. Prometteur, il est l'objet de nombreuses sollicitations et signe à partir de 2021 aux Gold Coast Titans qui ont depuis l'objectif de se qualifier pour les phases finales. Titulaire et joueur clé de ce club, il s'absente toutefois une année en 2024 suite à une rupture du ligament croisé antérieur .
En sélection, il est avant même ses vingt ans sélectionné par les Samoa en 2019, mais dès 2020 il prête allégeance à la sélection d'Australie et disputer le State of Origin. Avec l'Australie, il remporte la Coupe du monde 2022, et compte à ce jour sept sélections.  En sélection représentative, il est régulièrement appelé au State of Origin depuis 2020 avec la sélection du Queensland, il remporte à trois reprises la série en 2020, 2022 et 2023.

## Palmarès
- Collectif :
  - Vainqueur  de la Coupe du monde : 2021 (Australie).
  - Vainqueur du State of Origin : 2020, 2022 et 2023 (Queensland).
  - Vainqueur de la National Rugby League : 2020 (Melbourne).

### Détails en club
| Saison | Saison            | Championnat | Championnat | Championnat | Championnat | Championnat | Championnat | Championnat | State of Origin Queensland | State of Origin Queensland | State of Origin Queensland | State of Origin Queensland | State of Origin Queensland | State of Origin Queensland | State of Origin Queensland | Sélection Samoa (2019-2019) Australie (2022-2023) | Sélection Samoa (2019-2019) Australie (2022-2023) | Sélection Samoa (2019-2019) Australie (2022-2023) | Sélection Samoa (2019-2019) Australie (2022-2023) | Sélection Samoa (2019-2019) Australie (2022-2023) | Sélection Samoa (2019-2019) Australie (2022-2023) | Sélection Samoa (2019-2019) Australie (2022-2023) |
| Saison | Saison            | Comp.       | Class.      | M           | Pts         | Ess.        | Buts        | Dp.         | Ed.                        | Res.                       | M                          | Pts                        | Ess.                       | Buts                       | Dp.                        | Comp.                                             | M                                                 | Pts                                               | Ess.                                              | Buts                                              | Dp.                                               |                                                   |
| ------ | ----------------- | ----------- | ----------- | ----------- | ----------- | ----------- | ----------- | ----------- | -------------------------- | -------------------------- | -------------------------- | -------------------------- | -------------------------- | -------------------------- | -------------------------- | ------------------------------------------------- | ------------------------------------------------- | ------------------------------------------------- | ------------------------------------------------- | ------------------------------------------------- | ------------------------------------------------- | ------------------------------------------------- |
| 2019   | Melbourne Storm   | NRL         | Demi-finale | 5           | -           | -           | -           | -           |                            |                            |                            |                            |                            |                            |                            |                                                   | 1                                                 | -                                                 | -                                                 | -                                                 | -                                                 |                                                   |
| 2020   | Melbourne Storm   | NRL         | Champion    | 22          | 28          | 7           | -           | -           | 2020                       | Vainqueur                  | 3                          | -                          | -                          | -                          | -                          |                                                   |                                                   |                                                   |                                                   |                                                   |                                                   |                                                   |
| 2021   | Gold Coast Titans | NRL         | 1er tour    | 22          | 16          | 4           | -           | -           | 2021                       | Perdant                    | 3                          | -                          | -                          | -                          | -                          |                                                   |                                                   |                                                   |                                                   |                                                   |                                                   |                                                   |
| 2022   | Gold Coast Titans | NRL         | 13e         | 22          | 16          | 4           | -           | -           | 2022                       | Vainqueur                  | 3                          | -                          | -                          | -                          | -                          | CM                                                | 5                                                 | -                                                 | -                                                 | -                                                 | -                                                 |                                                   |
| 2023   | Gold Coast Titans | NRL         | 14e         | 19          | 24          | 6           | -           | -           | 2023                       | Vainqueur                  | 3                          | -                          | -                          | -                          | -                          |                                                   | 2                                                 | 4                                                 | 1                                                 | -                                                 | -                                                 |                                                   |
| 2024   | Gold Coast Titans | NRL         | 14e         | 2           | -           | -           | -           | -           |                            |                            |                            |                            |                            |                            |                            |                                                   |                                                   |                                                   |                                                   |                                                   |                                                   |                                                   |
| 2025   | Gold Coast Titans | NRL         |             | 4           | 8           | 2           | -           | -           |                            |                            |                            |                            |                            |                            |                            |                                                   |                                                   |                                                   |                                                   |                                                   |                                                   |                                                   |